# Ibrahim Rachidi
Ibrahim Rachidi, né le 13 janvier 1980 à Marseille, est un footballeur international comorien.

## Biographie
Ibrahim Rachidi commence le football sous les couleurs des équipes de jeunes du FC Burel, un club marseillais, avant de rejoindre à la fin des années 90, le centre de formation du FC Istres.
Après des passages au SM Caen (équipe B), à Karlsruhe, à L'Île-Rousse, à Cassis Carnoux et à Marignane, il signe au Gazélec Ajaccio durant l'été 2010.
Après avoir participé à un stage et à un match amical à Istres avec l'équipe nationale comorienne, il est convoqué par Manuel Amoros, le coordonnateur de la sélection pour disputer un match comptant pour les éliminatoires de la CAN 2012 contre la Zambie. Il joue donc son premier match international officiel avec la sélection comorienne à Moroni, le 4 septembre 2011.

## Palmarès
- Champion de CFA (Groupe C) en 2008 avec Cassis Carnoux et en 2011 avec le Gazélec Ajaccio